# Prat del Bedoll
El Prat del Bedoll és una partida rural del terme municipal de Conca de Dalt, a l'antic terme d'Hortoneda de la Conca), al Pallars Jussà. És en territori del poble d'Hortoneda.
Està situat al nord-oest d'Hortoneda, a la dreta de la llau dels Pastors, a llevant del Planell de Motes i a ponent dels Serrats.
Consta de 3,0467 hectàrees de conreus de secà, bosquina i pastures.